# Le Bunker (téléfilm, 1972)
Pour les articles homonymes, voir Le Bunker.
Le Bunker est un téléfilm français réalisé par Roger Iglésis, diffusé le 8 avril 1972 sur la 1re chaîne ORTF.

## Synopsis
En 1945, Hitler et ses derniers fidèles s'enferment dans le bunker souterrain du jardin de la Chancellerie à Berlin. Cette reconstitution en forme de huis-clos infernal, mise en scène par Alain Decaux, témoigne de l'ultime agonie d'un système monstrueux, servis par des hommes abjects, serviles et aveuglés.

## résumé détaillé
Le film commence avec le portrait d’Hitler qui apparaît en gros plan avec un extrait d’un de ses discours, durant lequel il promettait mille ans de paix à l’Allemagne, sous le régime national-socialiste ; suivi d’un défilé d’extraits de différents films d’époques, montant d’abord la foule faisant le salut nazi en criant Heil, puis différents extraits de la bataille de Berlin en avril 1945, ainsi que la fuite des zones de combats par les Berlinois. (la date et le lieu étant précisés par un sous-titre).
La Baronne Von Varo qui fuit les combats arrive devant la porte du Führerbunker et tente d’y pénétrer, mais elle se retrouve bloquée et repoussée par les gardes SS qui surveillent l’entrée. Elle allait repartir mais elle est stoppée par l’officier de liaison du bunker, Georg Misch, qui la fait rentrer, malgré les protestations des gardes SS, qui verrouillent la porte après eux. Une fois à l’intérieur les deux se présentent, tandis que Misch la conduit à une chambre pour qu’elle puisse se reposer en lui assurant sa protection : car l’accès au bunker est de base interdit aux civils, mais les SS détournent le règlement pour avoir des relations avec des femmes chaque nuit. Une fois seule dans la chambre, la Baronne se dit qu’il serait intéressant de rester au Bunker pour voir se qu’il s’y passe.
De retour à son poste, Misch met en relation le Reichsleiter Martin Bormann, le secrétaire particulier d’Hitler, avec un colonel basé à Munich qui tentait de joindre le Maréchal Hermann Goering. Bormann s’emporte contre lui et on apprend que Goering a tenté de prendre le pouvoir afin de négocier la paix avec les Alliés, et qu’Hitler ordonne son arrestation et qu’il soit abattu s’il tentait de fuir. Bormann fait ensuite comprendre subtilement au colonel que cette tentative d'évasion et l’exécution qui doit en découler sont souhaitables.  Joseph Goebbels qui assiste à la scène approuve d’un geste de la tête, mais le général Krebs, chef de l’État-major, exprime son opposition en rétorquant que le Führer ne le souhaite pas, puis défend l’honneur militaire de Goering et de l’armée face aux invectives des deux autres. Parallèlement, le colonel SS (Standartenführer) Berndt arrive au Bunker avec la liste des officiers militaires prisonniers à Berlin, puis le général SS (Gruppenführer) Hermann Fegelein arrive à son tour au bunker.
Après avoir mangé, Fegelein rejoint le bureau de Bormann où se trouvent ce dernier, Goebbels et Krebs. Il leur apprend qu'il est arrivé par avion de Lubeck dans des conditions difficiles. Bormann lui demande s'il a un message de la part de Heinrich Himmler, mais Fegelein annonce n’avoir aucun message, et qu’il est revenu car il l’a promis à Hitler quand il était parti voir Himmler pour lui porter ses ordres. Fegelein finit par s’emporter avec Bormann et Goebbels, car il annonce ne plus croire en la victoire et qu'il est revenu uniquement pour mourir avec Hitler ; à ça Goebbels se lance dans une tirade en criant presque, pour expliquer qu’Hitler a prévu un plan si génial que les Soviétiques seront vaincus. À cela Fegelein annonce que durant le vol il a vu tant de soldats soviétiques que rien ne pourra les vaincre. Bormann et Goebbels se mettent alors à l'invectiver pour sa relation passée avec Christian Weber. Krebs présente ensuite le plan d’Hitler, puis Bormann et Goebbels félicitent le génie du Führer. Fegelein tente d’aller voir Hitler pour savoir s'il s’agit bien de ses véritables décisions, mais Bormann le bloque, lui rappelant qu’il faut d’abord s’adresser à lui pour voir le Führer dans ses appartements. Toujours à son poste, Misch tente de joindre par radio l’armée Wenck, chargée de venir à la rescousse de Berlin selon le plan d’Hitler, sans aucune réponse. La seule chose qu’il reçoit est la progression des Soviétiques vers le Bunker. (On le verra tenté de les joindre à plusieurs reprises durant le film)
De son côté, Fegelein est allé retrouver sa belle-sœur, Eva Braun après sa rencontre avec Hitler. Si elle a remarqué qu’Hitler était content de voir Fegelein alors qu’il dépérissait depuis des jours, ce dernier regrette de ne pas avoir pu lui dire la situation : la trahison d’Himmler, qui a entamé des négociations avec les Américains par l’entremise du comte Bernadotte (un diplomate suédois). Eva le supplie de ne rien dire pour qu’il ne dépérisse pas davantage, et lui dit que peu de choses l’apaisent désormais ou le rendent heureux. Puis tous deux discutent calmement de leurs relations difficiles au début, de la situation de la femme de Fegelein, Gretl, et de leur amour/fidélité envers Hitler.
Par la suite, le colonel Berndt revient à nouveau au bunker et rejoint Bormann pour lui présenter la situation de la défense de Berlin et le moral de la population de la ville. Bormann lui ordonne d’envoyer une unité de la SS tuer les officiers de la Wehrmacht prisonniers. Goebbels qui entre dans le bureau approuve l’ordre. En repartant, Berndt passe à côté des salles réservées aux gardes SS en pause, qui boivent jusqu’à l’ivresse, flirtent et dansent avec le personnel féminin du bunker. Quelques instants plus tard, on entend Goebbels crier en enregistrant son dernier discours où il donne ses dernières consignes au peuple, menaçant de mort toute personne qui souhaite se rendre ou se cacher.
Durant la nuit, Fegelein et la Baronne se rencontrent dans le couloir tandis que tout le monde dort. On voit certains SS dormir sur le sol du couloir. Tous les deux parlent de la situation étrange dans laquelle se trouve le Bunker face à la réalité de l’extérieur, comme si le « temps était arrêté ». Mais une bombe tombe sur le bunker et coupe toutes les lumières. Goebbels et Bormann sortent de leurs chambres furieux et se mettent à s’insulter et se menacer  l’un l’autre, puis s’excusent. Une fois les deux recouchés, Fegelein annonce au général Krebs la trahison d’Himmler, mais le général reste confiant envers les plans d’Hitler.  
Après une tentative de sortie, la Baronne  revient au bunker et retrouve Misch dans son bureau, où elle lui raconte la vision de Berlin détruit. Puis ils discutent des violences faites par les Soviétiques envers les femmes allemandes, surtout les viols qu’ils infligent, sans considération pour l'âge des victimes. Dans le même temps, Bormann et Goebbels sortent d’une réunion tendue avec Hitler durant laquelle ce dernier les a traités de tous les noms et a expliqué que l’Allemagne l’a trahi car elle a perdu la guerre et que le peuple allemand doit disparaître. Du coup, les hommes se mettent à critiquer le général Krebs, l’accusant d’avoir laissé la situation militaire empirer. 
De son côté, Misch finit par avoir une réponse de la part de l’état-major du Maréchal Keitel. Il transfère l’appel à Bormann qui apprend que l’armée Wenck et les autres groupes d’armées ont été détruits ; vive colère de Goebbels tandis que Fegelein qui vient de rentrer dans le Bureau et le général Krebs poussent les deux autres à aller voir Hitler pour lui demander d’entamer des négociations, leur apprenant également la trahison d’Himmler. Les deux y vont après des hésitations, avec Krebs. Quelques minutes après, Eva Braun rejoint le bureau de Bormann et raconte la forte colère d’Hitler à Fegelein. Ce dernier lui dit que la guerre est perdue pour de bon, avant que les trois hommes ne reviennent et annoncent à Fegelein qu’Hitler est déterminé à se battre jusqu’au bout et qu'il songe à se suicider. Fegelein, quant à lui, défend que cela ne servirait à rien, mais Bormann et Goebbels lui expliquent que du fait de leurs ordres criminels ils n’ont pas le choix que d’aller jusqu’au bout et que cela leur donne une autorité supérieure à sa vision. Berndt fait son entrée et annonce que les canons soviétiques sont plus proches que jamais. De son côté, le personnel du bunker se montre de plus en plus effrayé par l’avancée des Soviétiques. 
Durant la réunion militaire qui suit, malgré les protestations de Krebs et de Fegelein qui rappellent que les civils les utilisent comme abris, Bormann ordonne l’inondation des tunnels du métro de Berlin grâce aux eaux de la Sprée, car les Soviétiques les empruntent pour progresser plus vite, . 
Dans la scène suivante Fegelein tente de convaincre Mme Goebbels de fuir le bunker avec ses enfants. Mais cette dernière lui dit qu’elle préfère se tuer avec eux dans le bunker, car elle veut montrer par ce geste qu’elle est plus fidèle à Hitler qu'Eva Braun. Dégoûté, Fegelein décide de quitter le bunker et fuir Berlin. Plus tard, les autres finissent par apprendre sa fuite et décident de le faire rechercher. Après un piège par un appel téléphonique, Bormann envoi Berndt le capturer dans sa cachette. Fegelein tente de joindre Eva Braun pour qu'elle l’aide mais en vain, et il est contraint de revenir au bunker après une conversation avec Berndt sur l’idiotie de la situation. Une fois au bunker, Fegelein voit ses décorations arrachées puis est placé en état d’arrestation. 
La cour martiale pour juger Fegelein est composée d'officiers SS, avec en plus Bormann  comme accusateur. Fegelein justifie son acte par la volonté de continuer à vivre, ce que Bormann lui reproche, en expliquant que la vie n’a plus aucun sens et que la mort est l’unique chemin désormais pour tous les vrais fidèles du national-socialisme. La cour ordonne donc la mort par exécution. Enfermé dans le bureau de Bormann, Fegelein rencontre Walter Anger, un fonctionnaire qui fut amené pour marier Hitler et Eva Braun. Cette dernière fait son entrée pour voir une dernière fois Fegelein à sa demande. Durant cette rencontre, elle se montre plus fanatique que jamais, souhaitant la mort de toute l’humanité et de Fegelein. Durant le mariage, Berndt fait sortir du bunker  Fegelein  qui est exécuté par un peloton de SS. Bormann fait ensuite sortir Walter Wanger et se réjouit de l’exécution de Fegelein, mais Berndt lui rétorque que Fegelein était le seul homme sensé du bunker.
Dans la dernière partie du film, Misch annonce par radio le suicide du Führer puis débranche l’équipement radiophonique. De son côté, la famille Goebbels se prépare à mourir, malgré la supplique du fils de la famille qui ne souhaite pas mourir. Puis Magda Goebbels emmène ses enfants pour les tuer et se suicider. La Baronne réapparaît dans les couloirs du bunker et assiste à la fuite du personnel et des gardes du bunker, avant d’être rejointe par Misch. Ils sortent ensemble du bunker  Le général Krebs s’est quant à lui suicidé dans le bureau de Bormann. Josef Goebbels prend son pistolet avant d’être rejoint par Bormann qui lui annonce avoir décidé de vivre finalement. Goebbels tente de le "raisonner", mais Bormann sort du bureau, alors que Goebbels prend une capsule de cyanure devant le portrait d’Hitler. Bormann qui a revêtu des vêtements civils regarde une dernière fois le bunker qui a été mis à sac avant de fuir à son tour.

## Fiche technique
- Réalisateur : Roger Iglésis
- Scénario : Alain Decaux
- Dates de diffusion : le 8 avril 1972
- Durée : 89 min

## Distribution
- Jean Topart : Hermann Fegelein
- François Chaumette : Martin Bormann
- Jacques Duby : Joseph Goebbels
- Claude Winter : Eva Braun
- Robert Party : Hans Krebs
- Alain Nobis : Franz Berndt
- Éléonore Hirt : Magda Goebbels
- Silvia Monfort : la Baronne Von Varo
- François Maistre : Georg Misch
- Jaques Grello: Walter Wanger
- Henri Déus : le jeune hitlérien
- Anne Gallion : Maria
- Jacques Brunet : Kurt
- Yan Brian : Peter
- Pierre Liote : le président
- Frédéric Witts : Helmut Goebbels
- Séverine Morisot : Holde Goebbels